# Каймановка
Кайма́новка — село в Уссурийском городском округе Приморского края. Входит в состав Кондратеновской территории.

## География
Село Каймановка расположено к юго-востоку от Уссурийска, стоит в верховьях реки Комаровка, на правом берегу. Напротив, на левом берегу, стоит село Каменушка.
Дорога к селу Каймановка идёт от железнодорожной слободки Уссурийска через сёла Баневурово, Долины, Дубовый ключ. Расстояние до автовокзала Уссурийска около 34 км.
На восток от Каймановки дорога идёт в Уссурийский заповедник, до бывшего села Комарово-Заповедное (на территории заповедника) около 12 км.

## Население
| 2002 | 2010 |
| ---- | ---- |
| 374  | ↘334 |

## Улицы
| - ул. Весенняя, - пер. Восточный, - пер. Дальний, - ул. Зелёная, | - ул. Кардон 1, - ул. Комарова, - ул. Лесная, - ул. Молодёжная, | - ул. Новая, - пер. Овражный, - ул. Озёрная, - ул. Питомник, | - ул. Просёлочная, - ул. Речная, - ул. Цветочная, - ул. Центральная. |

## Экономика
Сельскохозяйственные предприятия Уссурийского городского округа.